# Premier combat de la Rivière Noire

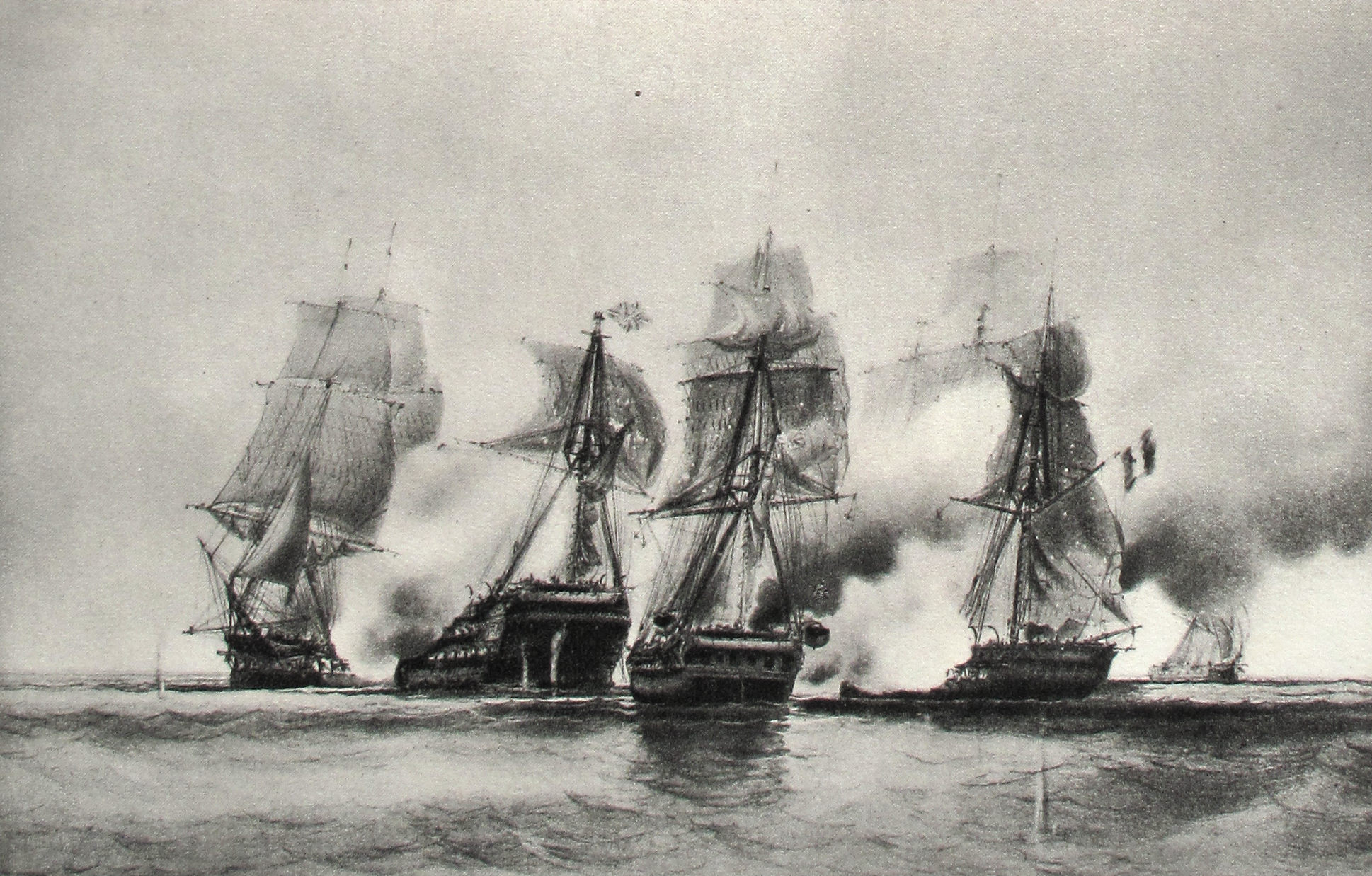
1er combat de la Rivière Noir Issue: Victoire Française

Le 22 octobre 1794, à l'île de France (aujourd'hui île Maurice) une division composée des frégates Prudente de 36 canons, commandée par le capitaine Jean-Marie Renaud, chef de la division, la Cybèle de 40 canons, capitaine Tréhouart, la corvette Jean Bart (20 canons) et le brick le Courrier (14 canons), quitte Port Louis pour faire lever le blocus du port assuré par deux petits vaisseaux britanniques : HMS Centurion (50 canons, capitaine Samuel Osborne) et HMS Diomède (44 canons, capitaine Matthew Smith). Le blocus britannique empêchait le retour de prises faites par des corsaires français et attendues incessamment.
Le combat eut lieu près de l'embouchure de la Rivière Noire. Après plusieurs heures de combat, les vaisseaux britanniques durent quitter les lieux assez piteusement bien que les deux frégates françaises eurent subi des pertes significatives (Renaud est gravement blessé) et de nombreux dégâts dans leur mâture. Le blocus fut levé pour quelques semaines.
Ce combat fut le baptême du feu d'un jeune enseigne de vaisseau servant sur la Cybèle : Robert Surcouf qui y servait comme second. Ce fut son seul combat dans la marine de l'État car il se reconvertit en corsaire quelques mois plus tard.

## Sources
- William James: The Naval History of Great Britain during the French Revolutionary and Napoleon’s wars, Londres 1837, réédition récente par Conway Maritime Press, Londres 2003. Tome 1.
- Victoires, Conquêtes, désastres, revers et guerre civile des français, par une société de militaires et de gens de lettres, Paris, C.-L.-F. Panckoucke, 1817-1825.